# TOKIO HEADZ!
『TOKIO HEADZ!』（ときおへっづ）は、1997年4月2日〜1998年5月28日にTBSで毎週水曜日深夜に放送されていたTOKIOがレギュラーのバラエティである。

## 番組概要
- 「〜になる」「〜を探せ」「〜を作ろう」「〜を救おう」などをテーマにメンバーがレポートに出かけ、体験やチャレンジしていく。
- 当初はメンバーの夢や興味の対象にしていたが、徐々に面白い素人（非芸能人）をメインに据えていく形にシフトしていき、「格闘家」「家庭訪問」などのシリーズ企画も生まれる。
- 深夜という事でかなり過激な内容もあり、城島茂が長瀬智也を起こすシーンで全裸になりモザイクをかけられる事もあった。

## 出演
- TOKIO（城島茂・山口達也・国分太一・松岡昌宏・長瀬智也）

## 主なキャラクター
- カゼッタF（自称宇宙人）
- 零士（カリスマホスト）
- 龍飛雲（武道家）
- 竹田恒泰（実業家）

など

## スタッフ
- 構成：高須光聖
- ディレクター・合田隆信、吉田裕二
- 協力・ジャニーズ事務所
- 制作著作：TBS